# Homoneura simplicissima
Homoneura simplicissima är en tvåvingeart som först beskrevs av de Meijere 1910.  Homoneura simplicissima ingår i släktet Homoneura och familjen lövflugor. Inga underarter finns listade i Catalogue of Life.